# طيران كندا الرحلة 143
طيران كندا الرحلة 143 طائرة بوينغ 767-233 كانت تحمل علي متنها 61 راكبا و8 من أفراد الطاقم متجهة من مونتريال إلي إدمونتون عبر أوتاوا في 23 يوليو 1983 وعانت الطائرة نقص الوقود بسبب عدم كفاية التزود بالوقود والصيانة غير اللائقة بسبب أخطاء ارتفاع الطائرة بين القياسات المترية والإمبرلية لتترك الطائرة بكمية وقود أقل وتمكنت من الهبوط في قاعدة جوية مهجورة أسمها الآن مطار غيملي أندسترل بارك بمدينة غيملي بقاطعة مانيتوبا الكندية وجرح 10 ركاب أثناء إخلاء الطائرة.